# Castainço
Castainço es una freguesia portuguesa del concelho de Penedono, con 14,00 km² de superficie y 182 habitantes (2001). Su densidad de población es de 13,0 hab/km².